# 拉氏線鮋
拉氏線鮋，為輻鰭魚綱鮋形目鮋亞目真裸皮鮋科的其中一種，為熱帶海水魚，分布於印度洋印度海域，棲息深度145-274公尺，體長可達8.2公分，棲息在底層水域，生活習性不明。

## 扩展阅读
維基物種上的相關：拉氏線鮋